# 铜梁中学校
铜梁中学校位于重庆市铜梁区巴川街道，为原四川省首批重点中学，也为重庆市首批重点中学。。学校建立于1907年。现占地面积255亩，有学生6000余人，教职工370人。

## 办学条件

### 地理区位
学校距重庆市区50余公里，毗邻319国道、渝遂高速公路、铜合公路等，交通便利。

### 教育资源
学校有特级教师3人，中学研究员3人，市级骨干教师19人，三分之二以上教师达研究生学历。
2019年，铜梁中学校内开办了铜梁中学教育集团联盟学校，与铜梁区巴川初级中学校共同组成，称为联盟学校，当地俗称联盟班。在此学校毕业的初中生可不参加中考（体育除外）直接升入本校高中部，比通过参加中考升上高中的大部分学生更受优待。

## 校园文化
- 办学理念：以人为本，着眼素质，追求发展。
- 培养目标：生活上自理，学习上自主，行为上自律。[4]